# شان مایکل ویلسون
شان مایکل ویلسون (انگلیسی: Sean Michael Wilson؛ زادهٔ ۱ ژانویهٔ ۱۹۶۹) نویسنده، و فیلم‌نامه‌نویس اهل بریتانیا است.